# Червак, Вадим Витальевич
Вади́м Вита́льевич Черва́к (укр. Вадим Віталійович Червак; род. 27 мая 1999, Монастыриска, Тернопольская область) — украинский футболист, защитник клуба «Ворскла».

## Клубная карьера
Воспитанник киевского «Динамо». В ДЮФЛУ также выступал за донецкий «Шахтёр» и «Ворсклу». Дебютировал за первую команду полтавчан 9 марта 2018 в проигранном (0:3) домашнем поединке 23-го тура Премьер-лиги против донецкого «Шахтёра». Вадим вышел на поле на 85-й минуте, заменив Гегама Кадимяна. Кроме этого в сезоне 2017/18 годов сыграл 19 матчей за юношескую и молодёжную команду «ворсклян».
В конце августа 2018 подписал контракт с пражской «Спартой», срок действия — до 2022. Однако за первую команду столичного чешского клуба не сыграл ни один официальный матч. Выступал за вторую команду «Спарты», в футболке которой сыграл 22 матча и отличился двумя голами. Во время зимнего перерыва сезона 2018/19 годов отправился в аренду в чешский «Влашим». Дебютировал за новую команду 3 марта 2019 в проигранном (0:1) домашнем поединке второго дивизиона чемпионата Чехии против «Динамо» (Ческе-Будеёвице). Червак вышел на поле в стартовом составе и отыграл весь матч. Всего во второй части сезона 2018/19 годов сыграл 8 матчей за «Влашим».
В преддверии старта сезона 2019/20 годов отправился в аренду в соседнюю Словакию, где усилил «Земплин». Дебютировал за команду из Михайловцев 10 августа 2019 года в победном (3:0) домашнем поединке Суперлиги против «Сеницы». Вадим вышел на поле в стартовом составе и отыграл весь матч.

## Карьера в сборной
В 2016 году вызывался в состав юношеской сборной Украины (U-17).

## Дисквалификация
9 апреля 2023 года, выступая за «Полесье», в матче против запорожского «Металлурга» Червак был удалён с поля, за то, что толкнул главного арбитра матча Софию Причину. Вскоре после этого житомирский клуб расторг контракт с игроком, а контрольно-дисциплинарный комитет Украинской ассоциации футбола на полгода отстранил защитника от участия в любых соревнованиях под своей эгидой. После апелляции Червака и извинений игрока перед арбитром решение было пересмотрено и срок наказания был сокращен до трёх месяцев.